# Русак, Валентин Николаевич
Валенти́н Никола́евич Руса́к (бел. Валянцін Мікалаевіч Русак; 10 августа 1936, д. Затурья, Несвижский район, Минская область — 27 августа 2022, Минск) — белорусский математик, доктор физико-математических наук, профессор кафедры высшей математики и математической физики физического факультета БГУ, основатель научной школы по рациональной аппроксимации, возглавлял в Белоруссии научное направление, связанное с рациональными аппроксимациями и их приложениями.

## Биография
Родился 10 августа 1936 года в деревне Затурья Несвижского района Минской области.
В 1959 году с отличием окончил математический факультет БГУ и продолжил учёбу в аспирантуре на кафедре вычислительной математики.
Начиная с 1962 года, работал на кафедре высшей математики и математической физики физического факультета БГУ, где прошёл путь от ассистента до профессора (1962 г. ассистент, 1963 г. старший преподаватель, 1967 г. доцент, 1976—2002 гг. заведующий кафедрой, 1989 г. профессор, 2002 г. профессор кафедры высшей математики и математической физики).
В 1963 году защитил кандидатскую диссертацию в Институте математики АН Беларуси.
В 1987 году защитил докторскую диссертацию в Институте математики АН Украины.
С 1976 по 2002 год заведовал кафедрой высшей математики и математической физики БГУ.
Умер 27 августа 2022 года, похоронен на Западном кладбище.

## Научная деятельность
Профессор Валентин Николаевич Русак опубликовал свыше 180 научных работ, большинство которых относятся к теории рациональных аппроксимаций и её приложениям. Им получены окончательные результаты, касающиеся зависимости структурных свойств функций и скорости убывания последовательности наилучших рациональных аппроксимаций. В терминах мажарирующих функций, зависящих от полюсов, доказаны экстремальные оценки для производных рациональных функций в различных метриках. Разработаны способы построения положительных рациональных операторов и исследования их уклонений. Решена проблема построения оператора, осуществляющего аппроксимацию порядка наилучшего рационального приближения с предписанными полюсами. Созданы прямые методы в рациональной аппроксимации со свободными полюсами. Найдены точные порядки для наилучших рациональных приближений на свёртках ядер Вейля и функций ограниченной вариации. Исследованы строки и параболические последовательности рациональных таблиц Чебышева для аналитических функций с гладкими тейлоровскими коэффициентами. Его научные выводы имеют широкую известность и признание специалистов по теории аппроксимации, а также вошли в основное содержание теории аппроксимации через русскоязычные и англоязычные монографии.
В процессе многолетней преподавательской деятельности Валентином Николаевичем Русаком разработаны и прочитаны десятки основных и специальных курсов по разным разделам математики: курс лекций по теории аппроксимации и её приложениям, теории меры и интегрирования, функциональному анализу и приближению рациональными операторами, по математическому, векторному и тензорному анализу, методам математической физики. В своих лекциях Валентин Николаевич всегда достигал эффективного сочетания классических и современных математических методов и их приложений к физическим процессам.
Профессор принял участие в 6 международных конференциях по теории аппроксимации, выступал с лекциями и докладами в Московском государственном университете имени М. В. Ломоносова, Киевском национальном университете имени Тараса Шевченко, Гаванском университете (Куба), Ягеллонском университете (г. Краков, Польша) и Рурском университете в Бохуме (Германия).
Под его научным руководством подготовлены 9 кандидатских и 3 докторские диссертации.

## Награды и премии
Награждён знаком Министерства высшего образования СССР «За отличные успехи в работе» (1982), медалью «Ветеран труда» (1990), нагрудным знаком «Отличник образования Республики Беларусь» (2006).
Присвоено почётное звание «Заслуженный работник Белорусского государственного университета»(2011).

## Основные публикации

### Книги
1. Высшая математика. Сборник задач : учеб. пособие. В 3 ч. Ч. 1. Аналитическая геометрия. Анализ функции одной переменной. Мн.: БГУ, 2013.
2. В. Н. Русак, Н. К. Филиппова. Задачи по математической физике. Мн.: БГУ, 2007, 112 с.
3. Русак В. Н. Математическая физика. 2-е изд., испр. и доп. — Москва, 2006. — 248 с.
4. Русак В. Н. Математическая физика : Учеб. пособие для студ. физ-мат. спец. ун-тов. — Минск : Дизайн ПРО, 1998. — 208с.
5. Курс вышэйшай матэматыкi / [В. Н. Русак и др.]. — Мінск, 1997 — т.4. — 500 с.
6. Курс вышэйшай матэматыкi / [В. Н. Русак и др.]. — Мінск, 1994 — т.2. 429 с.
7. Русак В. Н. Рациональные функции как аппарат приближения. — Минск : БГУ, 1979. — 173 с.

### Статьи
1. Rusak V.N., Grib N.V. Rational Interpolation and Approximate Solution of Integral Equations // Differential Equations, 2012. V.48, № 2, — Р. 275—282.
2. Русак В. Н., Гриб Н. В. Рациональная интерполяция и приближенное решение интегральных уравнений // Дифференциальные уравнения 2012. Т.48, № 2, — С. 266—273.
3. Русак В.Н, Рыбаченко И. В. Оценка погрешности приближенного решения интегральных уравнений на основе рациональной интерполяции // Весці БДПУ. Серыя 3, — 2011, № 4. — С.8-11.
4. Русак В. Н., Гриб Н. В. Рациональная интерполяция и квадратурные формулы для периодических функций // Вестник БГУ, Сер. — 2011, № 2. — С. 102—105.
5. Русак В. Н., Рыбаченко И. В. О наилучших рациональных приближениях одного класса периодических функций // Вестник БГУ, сер. 1. — 2010. — № 3. — С. 106—110.
6. Русак В. Н., Уазис А. Х. Аб набліжэнні дадатнымі раціянальнымі аператарамі ў інтэгральнай метрыцы // Весці БДПУ, серыя 3. — 2008, № 1. — С. 16-19.
7. Русак В. Н., Рыбаченко И. В. Рациональная аппроксимация мероморфных функций // Вестник БГУ, Сер.1. −2008. — № 2. — С. 67-70.
8. Русак В. Н., Мардвилко Т. С. Аб адным спосабе інтерпаляцыі рацыянальнымі функціямі // Весці БДПУ, серыя 3. — 2006, № 2. — С. 13-15.
9. Русак В. Н., Филиппова Н. К. Квадратурные формулы для несобственных интегралов, точные на рациональных функциях // Весцi НАН Беларусi, сер. фіз.-мат. навук. — 2005. — № 1. — С. 6-10.
10. Русак В. Н., Стельмах Е. И. Аб збежнасцi і падсумоўванні артаганальных шэрагаў па раціянальных функцыях // Весці БДПУ, серыя 3. — 2005, № 1. — С. 18-21.
11. Русак В. Н., Филиппова Н. К. О скорости приближения мероморфных функций рациональными на действительной оси // Труды ин-та математики НАН Беларуси. — 2006. — Т.13, № 1. — С. 45-48.
12. Русак В. Н. К вопросу о сходимости и суммируемости ортогональных рядов по рациональным функциям // Труды ин-та математики НАН Беларуси. — 2004. — Т.12, № 1. — С. 134—137.
13. Русак В. Н. О наилучших рациональных приближениях тригонометрических и гиперболических функций // Труды межд. конф., посвящённой 90-летию со дня рождения Ф. Д. Гахова, Минск, 16-20 февраля 1996 г. — С. 326—331.
14. Русак В. Н., Ровба Е. А. О развитии научных исследований по теории аппроксимации в Беларуси // Актуальные проблемы математики и компьютерного моделирования, ГрГУ им. Я. Купалы, Гродно 2007. — С. 126—132.
15. Русак В. Н., Ровба Е. А. Рациональная аппроксимация функций Стильтьеса на действительной оси// Весцi НАН Беларусi, сер. фіз.-мат. навук. — 2007. — № 14. — С. 4-9.
16. Русак В. Н., Рыбаченко И. В. Свойства функций и приближение сумматорными рациональными операторами на действительной оси // Матеем. заметки. — 2004. — Т.76, № 1 — С. 111—118.
17. Rusak V.N. Best rational approximation and estimates of deviation for special rational operators // Analytic methods of analysis and differential equations, AMADE-2003. — Cambridge, 2006. — p. 225—238.
18. Русак В. Н., Старовойтов А. П. Аппроксимации Паде для целых функций с регулярно убывающими коэффициентами Тейлора // Матеем. сборник. — 2002. — Т.193, № 9 — С. 63-92.
19. Русак В. Н., Старовойтов А. П. О свойствах таблиц Паде и Чебышева целых функций с правильным убыванием коэффициентов Тейлора // Докл. НАН Беларуси. — 2002. — Т.4, № 3 — С. 24-27.
20. Русак В. Н., Рыбаченко И. В. Сумматорные рациональные операторы и оценки их уклонений на функциональных классах // Труды ин-та математики НАН Беларуси. — 2002. — Т.11 — С. 133—139.
21. Русак В. Н., Рыбаченко И. В. Об одном методе приближения рациональными функциями // Докл. НАН Беларуси. — 2002. — Т.4, № 5 — С. 14-16.
22. Русак В. Н. Наилучшие рациональные приближения и оценки уклонений специальных рациональных операторов // Выьраныя навуковыя працы БДУ, Т.6. — Мінск, 2001. — С. 445—463.
23. Русак В. Н., Рыбаченко И. В. Об оценке уклонения интерполяционных рациональных операторов типа Вейля-Пуссена для дифференцируемых функций // Труды ин-та математики НАН Беларуси. — 2001. — Т.9 — С. 123—130.
24. Русак В. Н., Митенков В. И. Оценки погрешности одной аппроксимации характеристического сингулярного интегрального уравнения // Дифференц. уравнения. — 2001. — Т.34, № 9. — С. 366—370.
25. Русак В. Н., Луговский С. А. Рациональная интерполяция аналитических функций // Вестник БГУ, Сер. 1. — 2000. — № 1. — С. 60-63.
26. Русак В. Н. Наилучшие рациональные приближения и оценки уклонений рациональных операторов // Труды ин-та математики НАН Украины. — 1998. — Т.2 — С. 255—262.
27. Русак В. Н., Агафонова Н. К. Точный порядок наилучших рациональных приближений для одного класса функций // Вестник БГУ, Сер. 1. — 1994. — № 3. — С. 71-73.
28. Русак В. Н., Агафонова Н. К. Интегральные модули гладкости и наилучшая рациональная аппроксимация // Конструктивная теория функций и её приложения. — Махачкала, 1994. — С. 98-100.
29. Русак В. Н., Ровба Е. А. О скорости приближения интерполяционными рациональными операторами с предписанными полюсами // Докл. АН БССР. — 1997. — Т.41, № 6. — С. 21-24.
30. Русак В. Н., Агафонова Н. К. Точные порядки наилучших рациональных приближений на классах функций в интегральной и равномерной метриках // Докл. АН БССР. — 1995. — Т.39, № 4. — С. 18-21.
31. Русак В. Н. Равномерная рациональная аппроксимация сингулярных интегралов // Весцi АН БССР, сер. фіз.-мат. навук. — 1993. — № 2. — С. 22-26.
32. Русак В. Н., Брайесс Д. Наилучшие полиномиальные и рациональные приближения функциональных классов в интегральной метрике // Докл. АН БССР. — 1992. — Т.36, № 3. — С. 205—208.
33. Русак В. Н., Шешко М. А. Сходимость приближенные решения сингулярных интегральных уравнений на основе рациональной аппроксимации // Докл. АН БССР. — 1991. — Т.35, № 3. — С. 197—201.
34. Русак В. Н., Шешко М. А. Сходимость приближенного решения краевой задачи Римана // Весцi АН БССР, сер. фіз.-мат. навук. — 1977. — № 1. — С. 25-33.
35. Русак В. Н. Точные порядки наилучших рациональных приближений свертки ядря Вейля и функции из Lp // Докл. АН СССР. — 1990. — Т.315, № 2. — С. 313—316.
36. Русак В. Н., Та Хонг Куанг. Асимптотика параболических звеньев рациональных таблиц Чебышева для аналитических функций // Докл. АН БССР. — 1990. — Т.34, № 10. — С. 869—871.
37. Русак В. Н., Березкина Л. Л. О наилучшей рациональной аппроксимации некоторых целых функций // Весцi АН БССР, сер. фіз.-мат. навук. — 1990. — № 4. — С. 27-32.
38. Русак В. Н. Исследование строк рациональной таблицы Чебышева для индивидуальных аналитических функций // Весцi АН БССР, сер. фіз.-мат. навук. — 1988. — № 6. — С. 26-30.
39. Русак В. Н. Рациональные функции как аппарат приближения. Автореф. дис. … д-ра физ.-мат. наук. Киев. Ин-т математики АН УССР. — 18 с.
40. Русак В. Н. Точные порядковые оценки для наилучших рациональных приближений на классах функций, представленных в виде свертки // Матеем. сборник. — 1985. — Т. 128, № 4. — 1985. — С. 492—515.
41. Rusak V.N. Exact order of best rational approximation on some classes of periodic functions // Constructive theory of functions. — Sofia, 1984. — p. 772—775.
42. Русак В. Н. Точные порядки наилучших рациональных приближений на классах функций, представленных в виде свертки // Докл. АН СССР. — 1984. — Т.270, № 4. — С. 810—812.
43. Русак В. Н. О приближении рациональными операторами типа Фурье периодических функций, представленных в виде свертки // Известия АН БССР, сер. физ.-тех. наук — 1984. — № 2. — С. 25-32.
44. Русак В. Н. О приближении рациональными операторами функций, имеющих дробную производную ограниченной вариации // Известия АН БССР, сер. физ.-тех. наук — 1983. — № 6. — С. 30-36.
45. Русак В. Н. О приближении рациональными операторами периодических функций, представленных в виде свертки // Докл. АН БССР. — 1981. — Т.25, № 7. — С. 581—584.
46. Русак В. Н. Об одном методе приближения рациональными функциями // Докл. АН БССР. — 1978. — Т.22, № 3. — С. 36-42.
47. Русак В. Н. Прямые методы в рациональной аппроксимации со свободными полюсами // Докл. АН БССР. — 1978. — Т.22, № 1. — С. 18-21.
48. Русак В. Н. Экстремальные оценки производных рациональных функций и некоторые вопросы теории аппроксимации // Теория приближения функций. — М.: Наука. 1977. — С. 311—315.
49. Русак В. Н. Об оценках производных рациональных функций в комплексной плоскости // Вестник БГУ, Сер. 1. — 1977. — № 2. — С. 3-7.
50. Русак В. Н. Об одном методе приближения рациональными функциями на вещественной оси // Матем. заметки. — 1977. — Т.22, № 3 — С. 375—390.
51. Русак В. Н. Об оценках производных алгебраических дробей на конечном отрезке // Докл. АН БССР. — 1976. — Т.20, № 1. — С. 5-7.
52. Русак В. Н. О порядке приближения положительными рациональными операторами // Известия АН БССР, сер. физ.-тех. наук — 1975. — № 3 — С. 39-46.
53. Русак В. Н. О приближении рациональными функциями на вещественной оси // Известия АН БССР, сер. физ.-тех. наук — 1974. — № 1. — С. 22-28.
54. Русак В. Н. Оценки производной рациональной функции // Матем. заметки. — 1973. — Т.13, № 4 — С. 493—498.
55. Русак В. Н. Оценки производных рациональных функций на замкнутых множествах // Вестник БГУ, Сер. 1. — 1970. — № 3. — С. 27-30.
56. Русак В. Н. Сопряженные рациональные функции и оценки их производных // Известия АН БССР, сер. физ.-тех. наук — 1969. — № 3. — С. 26-33.
57. Русак В. Н. Неравенства типа Маркова для дробных функций // Докл. АН БССР. — 1966. — Т.10, № 10. — С. 725—727.
58. Русак В. Н. Обобщенные неравенства А. Зигмунда для производной тригонометрического многочлена // Докл. АН БССР. — 1966. — Т.10, № 5. — С. 297—300.
59. Русак В. Н. Интерполирование и приближение рациональными функциями с фиксированными полюсами // Исследования по современным проблемам конструктивной теории функций. Изд-во АН Азербайджанской ССР. — Баку, 1965. — С. 333—338.
60. Русак В. Н. О приближении рациональными дробями // Докл. АН БССР. — 1964. — Т.8, № 7. — С. 432—435.
61. Русак В. Н. Интерполирование и приближение функций рациональными дробями. Автореф. дис. … к-та физ. мат. наук. Минск, Ин-т математики АН БССР, 1963 — 11 с.
62. Русак В. Н. Обобщение неравенства С. Н. Бернштейна для производной тригонометрического многочлена // Докл. АН БССР. — 1963. — Т.7, № 9. — С. 580—583.
63. Русак В. Н. Оценки приближений функций, заданных на всей оси, рациональными дробями // Известия АН БССР, сер. физ.-тех. наук — 1962. — № 4. — С. 23-29.
64. Русак В. Н. Об интерполировании рациональными функциями с фиксированными полюсами // Докл. АН БССР. — 1962. — Т.6, № 9. — С. 210—213.
65. Русак В. Н. Об оценках производных рациональных функций // Докл. АН БССР. — 1962. — Т.6, № 8. — С. 170—173.
66. Русак В. Н. О сходимости одного интерполяционного полинома // Докл. АН БССР. — 1962. — Т.6, № 4. — С. 95-98.